# Maki Yūkō

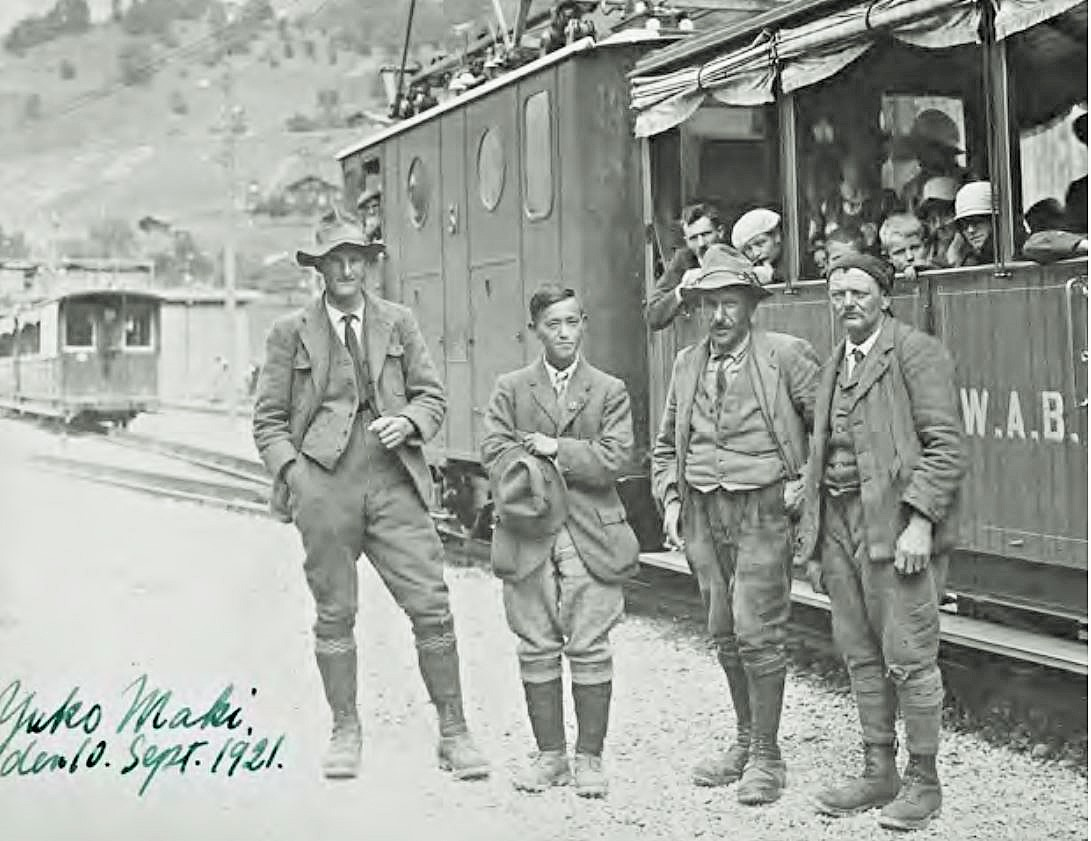
Erstbesteiger Eiger Mittellegigrat 10. September 1921 (von links): Samuel Brawand, Maki Yuko, Fritz Steuri, Fritz Amatter

Maki Yūkō (japanisch 槇 有恒, auch Maki Aritsune; * 5. Februar 1894 in Sendai; † 2. Mai 1989 in Tokio) war ein japanischer Bergsteiger.

## Werdegang
Wegen seines wachsenden Interesses wurde er 1914 Mitglied des japanischen Alpenclubs. Nach Abschluss seines Studiums in Tokio an der Keiō-Universität setzte er sein Studium an der Columbia University sowie in England fort.
Neben zahlreichen Bergtouren in der Schweiz im Zeitraum zwischen 1919 und 1921 gelang ihm am 10. September 1921 mit seinen Bergführern Fritz Amatter, Samuel Brawand und Fritz Steuri die Erstbegehung des Mittellegigrates am Eiger. Er spendete einen hohen Geldbetrag, mit dem der Bau der Mittellegihütte finanziert wurde.
1922 gelang ihm die erste Winterbesteigung des Yarigatake in Japan. 1925 gelangen ihm sowie fünf weiteren japanischen Bergsteigern sowie drei Schweizer Bergführern die Erstbesteigung des Mount Alberta in den kanadischen Rocky Mountains.
1926 war er wieder in den Alpen unterwegs – ihm gelangen die Besteigung des Matterhorns über den Zmuttgrat sowie erneut der Mittellegigrat.
1956 leitete er die Expedition, der die Erstbesteigung des Manaslu am 9. Mai 1956 gelang.